# Boecker KG
Boecker war ein Einzelhandelsunternehmen für Bekleidung und Pelze mit Sitz in Essen. Zusammen mit C&A galt Boecker um 1983 als größter Pelz-Einzelhändler der westlichen Welt. Mit den Goldix-Werken verfügte das Unternehmen zudem über eine Großproduktionsstätte in Deutschland.

## Firmengeschichte

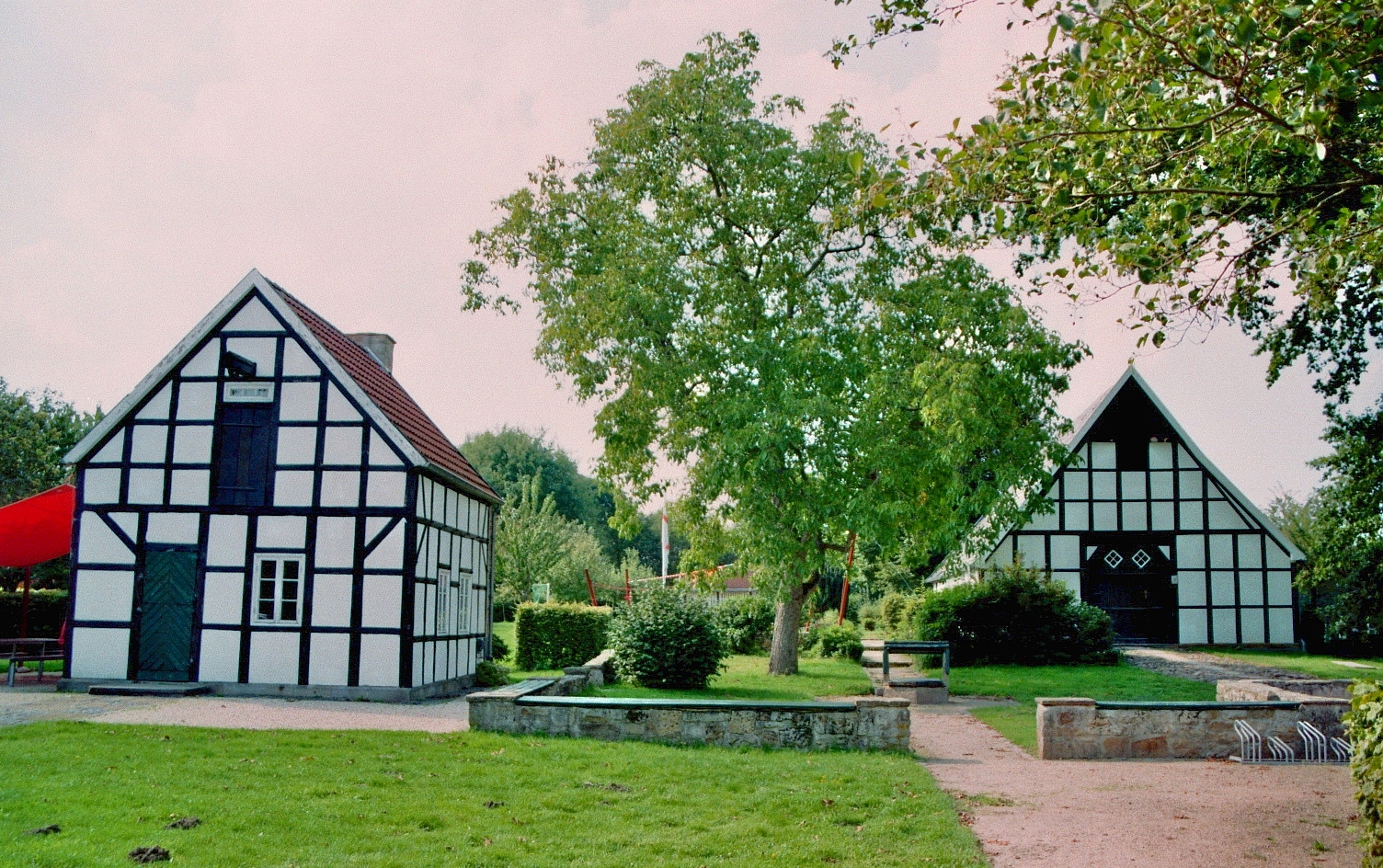
Das heute Georgshof genannte Ensemble in Mettingen ist der ehemalige Hof Boecker in der Bauerschaft Ambergen. Ab 1987 stellte ihn die Familie Boecker dem Töddenstamm Mettingen der Pfadfinderschaft St. Georg zur Verfügung. Später wechselte der Besitz des Anwesens zur Familie Brenninkmeyer. Diese schenkte es 2012 der Pfadfinderschaft Mettingen. (2011)

### H. Hettlage oHG
In der zweiten Hälfte des 18. Jahrhunderts taten sich die Familien der Tödden genannten Wanderhändler Hettlage, Boecker, Jasper und Schrameyer aus Mettingen zusammen, um in Pommern ihre Aktivitäten zu koordinieren. Sie gründeten, wahrscheinlich 1786, in Greifenhagen die Firma Gebr. Boecker und handelte mit Manufaktur- und Modewaren. Seit 1838 hatten sie ihr Geschäft dort in der Brückenstraße 23 (heute Piastów), das sie 1852 auffällig im flämischen Stil umbauten. In den 1860er Jahren hatten sie bis 1904 eine Filiale in Fiddichow. Die Greifenhagener Geschäftsräume wurden zum Ausgangspunkt des Wanderhandels, der dort bis mindestens zum Ende des 19. Jahrhunderts betrieben wurde.
1896 gründete Hermann Hettlage in Münster, nach Ausbildung bei der Firma Gebr. Boecker in Greifenhagen, die Firma H. Hettlage, die Herren- und Knabenoberbekleidung führte. 1904 verkaufte er das Geschäft an seine Vettern August (1858–1920) und Heinrich Hettlage, Georg, Julius und Heinrich Boecker, wodurch die Firma Gebr. Boecker zu einer Tochterfirma der H. Hettlage oHG wurde. Münster wurde zum Hauptsitz der Unternehmensgruppe, August Hettlage wurde geschäftsführender Gesellschafter. Weitere Niederlassungen der Gruppe waren die Geschäfte in Greifenhagen, in Bielefeld (gegründet 1904) und Kassel (1913 gegründet). 1913 wurde die Firma in eine offene Handelsgesellschaft umgewandelt.
1916 trat Carl Hettlage (1893–1972), Sohn von August Hettlage und Auguste geb. Brenninkmeyer, als Gesellschafter in das Unternehmen ein. Er ließ 1929 an der Ludgeristraße in Münster ein neues Fachgeschäft für Damen-, Herren- und Kinderoberbekleidung errichten. Die Niederlassung in Greifenhagen wurde zwar 1931 aufgegeben, dafür entstanden zwischen 1930 und 1937 neue Geschäfte in Würzburg, Königsberg und München.
Die Mitglieder der Familie Boecker schieden bis 1933 sämtlich als Gesellschafter aus. Als neue Gesellschafter nahm Carl Hettlage zwischen 1929 und 1934 nach und nach seine Brüder Werner (* 1903), Benno (* 1906) und Fritz (1908–1972) in die H. Hettlage oHG auf.

### Boecker

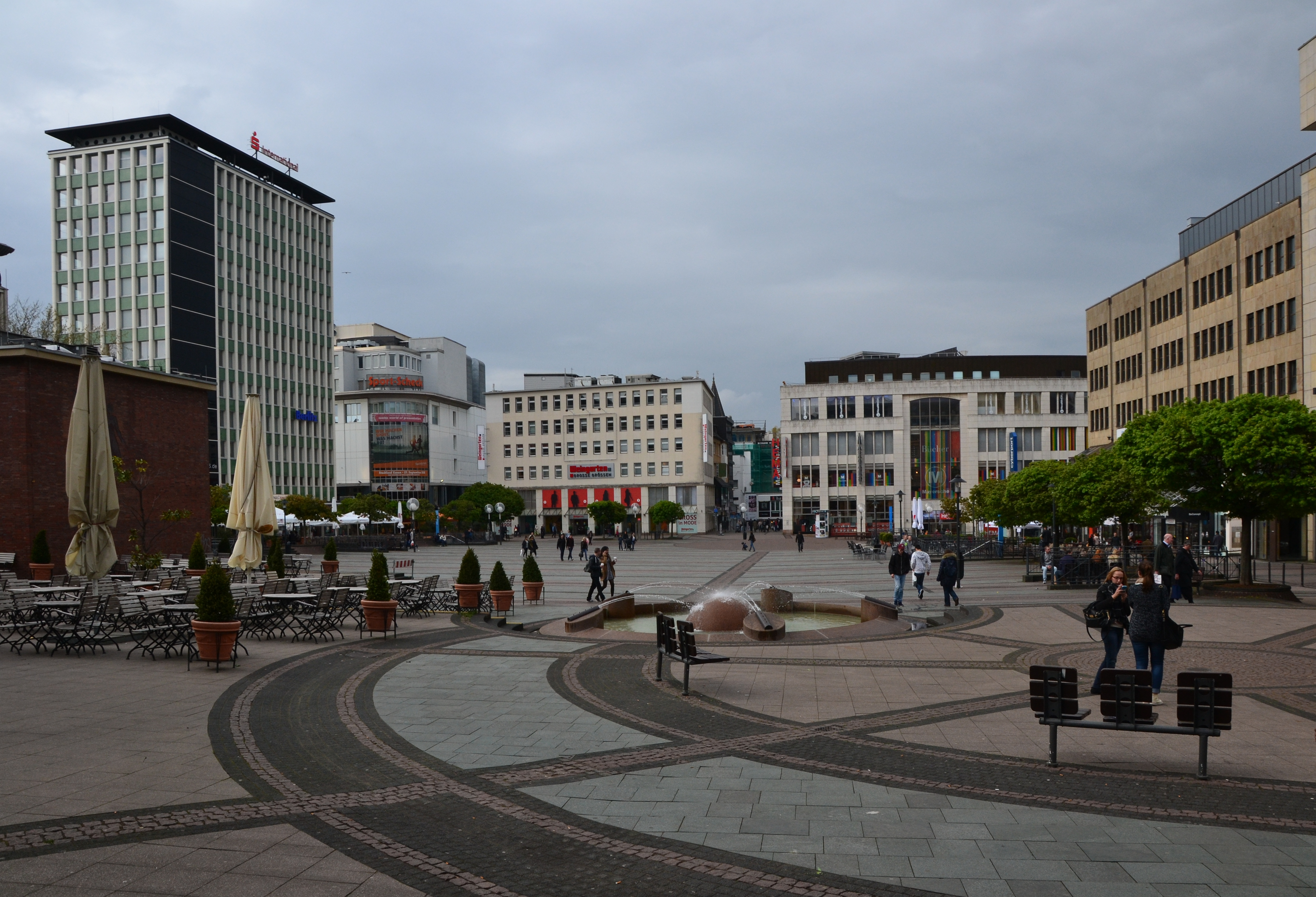
Der Kennedyplatz in Essen, in der Mitte rechts das Modehaus Boecker auf dem Grund des ehemaligen Kaufhauses Gundmann

1936 übernahm die Boecker GmbH die „arisierte“ Firma der jüdischen Familie Grundmann, seine Gesellschafter Werner Hüster (1903–nach 1988) und Heinz Bartel wurden Geschäftsführer. Beide Männer hatten zuvor bei Hettlage in Stuttgart gearbeitet. Aus dem „größten Spezialgeschäft in Deutschland für Damen- und Pelzmoden“ Grundmann am Markt in Essen wurde das Geschäft Boecker. 1950 begann Bernward W. Boecker in Essen die Boecker GmbH wieder aufzubauen. 1951 trat Franz Boecker in die Firma ein, man kaufte weitere Damenoberbekleidungsgeschäfte im Nordrhein-Westfalen auf, unter anderem in Gelsenkirchen das Geschäft von Kuno Neumann. Einen Schwerpunkt bildeten nach dem Zweiten Weltkrieg, zumindest in den größeren Boecker-Filialen, die Abteilungen mit Pelzbekleidung, deren Absatz in der Bundesrepublik einen ungewöhnlichen Boom erlebte. Auf der Juli-Auktion des Jahres 1981 in London war Boecker mit der Abnahme von 15 Prozent des Gesamtangebots der Hauptkäufer für Persianer. Im Oktober 1984 entschied das Oberlandesgericht Frankfurt, dass die Pelzhäuser Gerson und Malkowsky (Dortmund), beide von Boecker übernommen, die wesentlichen Voraussetzungen eines Handwerksbetriebs erfüllen und deswegen aus kartellrechtlichen Gründen von einem bundesweiten Handwerkswettbewerb nicht ausgeschlossen werden dürfen. Eine von Kürschnern beantragte Revision beim Bundesgerichtshof blieb erfolglos.

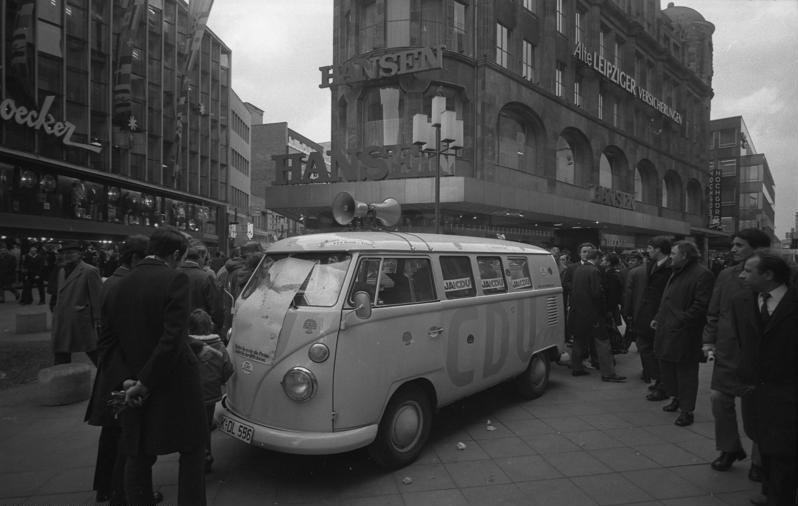
Wahlkampf in Köln, links im Bild das Kaufhaus Boecker, 1972

1964 wurde die Hüster GmbH & Co. KG Verwaltungsgesellschaft in Essen gegründet, zuletzt wurde sie von Jost Hüster geführt. 1966 folgte die Gründung der Kommanditgesellschaft Boecker in Augsburg, die Franz Boecker gehörte. Im September 1971 übernahm Boecker die Firma Fritz Seifert. Auch die Hettlage Bekleidungs GmbH gehörte zur Augsburger Boecker-Gruppe. 1981 übernahm Boecker das Modehaus Wameling in Bielefeld und führte es unter dem Namen Boecker weiter.
Boecker-Mitinhaber Jost Hüster schied Anfang 1995 aus der Geschäftsführung von Boecker aus. Unter Bernward M. Boeckers (* 1944) Leitung wurden im August 1995 die Boecker-Gruppen West und Süd zusammengeführt wurden. Die Verwaltungsgesellschaft Boecker GmbH & Co KG, Augsburg, übernahm die Anteile der Hüster Verwaltungs-Gesellschaft an der Essener Boecker-Gruppe West. Mit den aufkommenden wirtschaftlichen Schwierigkeiten schloss das Bremer Boecker-Haus im Jahr 2000 als erstes. Das Essener Stammhaus wurde 2002 geschlossen, auch die Häuser in Kleve und Remscheid gehörten bereits seit längerem nicht mehr zum Unternehmen. Im Jahr 2004 wurden nach einer Insolvenz sieben von zehn Filialen geschlossen. Die Reste wurden in der Firma Joh.C.Boecker gebündelt. Diese wurde 2004 von der Miro Radici AG, der späteren Steilmann-Boecker Fashion Point GmbH & Co. KG, übernommen, Steilmann gründete die neue Boecker Retail. Außerdem übernahm Steilmann in den folgenden Jahren mehrere ehemalige Boecker-Filialen, u. a. in Dortmund, Mülheim, Kleve und Heinsberg.

### Steilmann-Boecker Fashion Point GmbH & Co. KG
2011 machte die Steilmann-Boecker Fashion Point GmbH & Co. KG 55,9 Millionen Euro Umsatz. Der Umsatz wurde auf einer Fläche von 33.500 Quadratmetern in zehn Filialen und fünf Outlets mit, laut Unternehmensangabe, mehr als 650.000 Kunden erreicht. 2011 wurden zwei neue Filialen in Göttingen und Koblenz von der Adler Mode GmbH im Rahmen eines Asset Deals für 1,2 Mio. Euro erworben. 2014 wurde das Boecker-Modehaus in Gelsenkirchen geschlossen.
Im Oktober 2015 gab die Steilmann SE, die als Rechtsnachfolger der Steilmann Boecker Fashion Point GmbH & Co KG das operative Geschäft der Steilmann Holding umfasste, ihren Börsengang an der Frankfurter Börse im Prime Standard bekannt. Als auch die Steilmann-Gruppe 2016 in die Insolvenz ging, gehörten zwölf Boecker Modehäuser mit zusammen 330 Mitarbeitern zum Konzern. Dies waren Filialen in Hagen, Göttingen, Dillenburg, Bonn-Bad Godesberg, Koblenz, Bad Kreuznach, Dortmund, Mülheim, Ingelheim, Heinsberg, Kleve und Remscheid. Der Insolvenzverwalter des Bekleidungsunternehmens Steilmann fand Käufer für sieben der zwölf Boecker-Modehäuser. Die Boecker-Filialen in Bad Kreuznach, Dortmund, Mülheim und Ingelheim sollten von der Dortmunder Crossover GmbH übernommen werden, die Geschäfte in Heinsberg, Kleve und Remscheid von der U & F Moden GmbH in Hamm. Die übrigen Häuser in Hagen, Göttingen, Dillenburg, Bonn-Bad Godesberg und Koblenz schlossen Ende August 2016. Boecker Bad Kreuznach schloss im September 2018.
Boecker Kleve und Remscheid gehören heute der U & F Moden GmbH, vertreten durch Frank Haske und Ulrike Bruland.

## Beispiele aus der Boecker-Gruppe

### Goldix
1942 gründete Franz August Boecker in Neuburg an der Donau die Goldix-Werke, die seit 1946 Goldix-Werke für Bekleidung Boecker GmbH & Co. KG hießen. Im Mai 2008 meldete Goldix-Inhaber Johannes Boecker Insolvenz an. Ein früherer Prokurist der Firma hielt den Konkurs für vermeidbar, der Seniorchef Bernward Boecker und sein Sohn Clemens hätten die Firma durch Entnahmen großer Geldbeträge ausbluten lassen. Zumindest in kleinerem Umfang hätte der Betrieb weiter geführt werden können. Clemens Boecker war um 2004 nach Südamerika gegangen, sein Bruder Johannes blieb als alleiniger Geschäftsführer zurück. Im Jahr 2008 wurden die letzten Betriebsgebäude abgerissen. Einen Monat nach Konkursverkündung wurde der Verkauf der Marke Goldix an Kemper Mode gemeldet.

### Boecker Dortmund

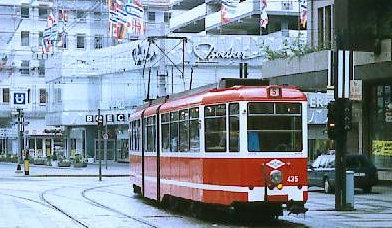
Boecker Dortmund, Kampstraße Ecke Hansastraße

Boecker in Dortmund war 1955 durch den damaligen Geschäftsführer Friederich Wilhelm Burbach eröffnet worden, abseits des Westenhellwegs, in Sichtweite des Konkurrenten Cramer & Meermann. Im Umkreis von weniger als 500 Metern befanden sich die damals bedeutenden Namen der Bekleidungs-, Warenhaus- & Modebranche Deutschlands: Appelrath & Cüpper, Peek & Cloppenburg, Cramer & Meermann, Hettlage, Karstadt und Kaufhof. Die Eröffnung von Boecker sorgte durch den Auftritt des Musikers Billy Mo für Aufmerksamkeit. In kürzester Zeit schaffte es Boecker Dortmund, trotz vermeintlich schlechter B-Lage, zu dem Mode- und Pelzhaus in Dortmund schlechthin zu werden.
Eine Idee von der damaligen wirtschaftlichen Größe des Dortmunder Boecker-Hauses gibt die Anmeldung eines Räumungsverkaufes im Jahr 1983: Für den Umbau der oberen Etage wurde für Pelze und Textilien ein Warenwert von über 40 Millionen DM angemeldet. 2018 schloss die Crossover GmbH, seit 2016 Besitzerin des Kaufhauses, das 6700 Quadratmeter große Geschäft.

### Gerson Frankfurt am Main
Egon Gerson (1913–1989) hatte sich im Jahr 1952 als Pelzeinzelhändler in Frankfurt am Main selbständig gemacht. Eine Rechnung des Jahres 1968 nennt neben der Frankfurter Zentrale Filialen in Gelsenkirchen, Wiesbaden, Recklinghausen, Hamburg und Bochum. Im Jahr 1979 veräußerte er sein Pelzhaus Gerson an die Firma Boecker. Die ursprünglich für fünf Jahre vereinbarte weitere Leitung durch ihn wurde später auf unbestimmte Zeit verlängert. Laut der Aussage einer Fachzeitschrift zählte die Firma Gerson „zu den angesehensten Pelzhäusern in der gesamten Bundesrepublik“.

## Weitere Familienmitglieder
Das Wittener Modehaus Boecker gehörte nicht zur Boecker KG. Es wurde 1910 von Gregor und Emilie Boecker gegründet. Im Rahmen der Arisierung erwarb Gregor Boecker 1937 das Schuhgeschäft Rosenberg. Gregor war ein Bruder von Franz Boecker.